# Faites comme chez vous !
Faites comme chez vous ! est une série télévisée comique française en 24 épisodes de 52 minutes produite par Rendez-vous et Merlin Productions et diffusée entre le 3 avril 2005 et le 4 septembre 2005 sur M6 et rediffusée depuis septembre 2008 sur Série Club. Il s'agit de l'adaptation d'un programme espagnol à succès : Aquí no hay quien viva, diffusé sur Antena 3. La traduction du titre espagnol serait Ici personne ne pourrait vivre.

## Synopsis
Cette sitcom a été écrite par différents réalisateurs et traite, entre burlesque et émotion, des affres quotidiennes d'une communauté d'immeuble. Entre le jeune couple Chloé et Mehdi, les vieilles commères Maryse, Valentine et Solange, les colocataires Babette et Elsa, la famille Costa, le couple homosexuel Rémy et Julien, et le gardien Régis, la cohabitation n'est pas de tout repos...

## Distribution
- Roland Marchisio : Christian Costa, président du syndic
- Alicia Alonso : Chloé Grandjean
- Farouk Bermouga : Medhi Salmani
- Jean-Pierre Bernard : Jacques
- Sophie Le Tellier : Babette Le Goff
- Élodie Frenck : Elsa Meyer
- Valérie Vogt : Agnès Costa
- Maxime Dambrin (alias Raoust) : Théo Costa
- Marie Espinosa : Morgane Costa
- Charlotte Maury-Sentier : Solange Fouchard
- Gauthier Fourcade : Patrice Fouchard
- Rebecca Faura : Amandine Fouchard
- Geneviève Fontanel : Valentine Berthelot
- Claire Maurier : Maryse Berthelot
- Candide Sanchez : Fred, le gérant du vidéo club
- Mattéo Vallon : Rémi Torrelli
- Arnaud Gidoin : Julien Bardot
- Xavier Letourneur : Franckie Bernardy (épisodes 17 à 24)
- Élisa Servier : Viviane Bernardy (épisodes 17 à 24)
- Benjamin Bellecour : Alex Bernardy (épisodes 17 à 24)
- Pierre Perrier : Thomas Bernardy (épisodes 17 à 24)
- Didier Becchetti : Régis, gardien de l'immeuble
- Robert Rollis : Bernard, père de Régis
- Michel Melki: le chef de chantier
- Valérie Decobert : Béatrice

## Scénaristes
- Tatiana Gousseff / Luc Sonzogni / Sarah Belhassen / Sandrine Senes / Tania Demontaigne / Sophie Pincemaille / Denis Barré / Patrick Nicolini

## Mise en scène et direction artistique
- Gil Galliot

## Épisodes
1. Bienvenue en enfer - 3 avril 2005
2. Tapage nocturne - 3 avril 2005
3. Poubelle connexion - 10 avril 2005
4. Sexe, mensonges et… coming out - 17 avril 2005
5. Des voisins et des couffins - 24 avril 2005
6. Assurances tous risques - 1er mai 2005
7. Les Envahisseurs - 8 mai 2005
8. Carton rose - 15 mai 2005
9. L’Exorciste - 22 mai 2005
10. Immeuble à vendre - 29 mai 2005
11. Bail à dé… céder - 5 juin 2005
12. Ze concierge - 12 juin 2005
13. Petite soirée entre ennemis - 19 juin 2005
14. Douche froide - 26 juin 2005
15. La Bague au doigt - 3 juillet 2005
16. Le loto, la truffe et le truand - 10 juillet 2005
17. Les Nouveaux Voisins - 17 juillet 2005
18. Un ascenseur nommé désir - 24 juillet 2005
19. La vérité si je vends - 31 juillet 2005
20. Va y’avoir du sport ! - 7 août 2005
21. Y a-t-il un flic pour sauver l’immeuble ? - 14 août 2005
22. Tout doit disparaitre - 21 août 2005
23. La faim justifie les moyens - 28 août 2005
24. Que les meilleurs gagnent - 4 septembre 2005

## Récompense
- 2005 : meilleure série d'access et day time au Festival de la fiction TV de Saint-Tropez[1]